# Пезаро и Урбино (округ)
Округ Пезаро и Урбино (итал. Provincia di Pesaro e Urbino) је округ у оквиру покрајине Марке у средишњој Италији. Седиште округа покрајине и највеће градско насеље је град Пезаро. Међутим, много познатији је градић Урбино, који је због своје лепоте и наслеђа уписан на списак баштине УНЕСКОа.
Површина округа је 2.564 км², а број становника 363.529 (2008. године).

## Природне одлике
Округ Пезаро и Урбино чини северни део историјске области Марке. Он се налази у средишњем делу државе, са изласком на Јадранско море на истоку. На западу се налази средишњи део планинског ланца Апенина. Између њих налази се бреговито подручје познато по виноградарству и производњи вина.

## Становништво
По последњим проценама из 2008. године у округу Пезаро и Урбино живи преко 360.000 становника. Густина насељености је средње велика, близу 150 ст/км². Источна, приморска половина округа је знатно боље насељена, нарочито око града Пезара. Западни, планински део је ређе насељен и слабије развијен.
Поред претежног италијанског становништва у округу живе и велики број досељеника из свих делова света.

## Општине и насеља
У округу Пезаро и Урбино постоји 60 општина (итал. Comuni).
Најважније градско насеље и седиште округа је град Пезаро (94.000 ст.) у северном делу округа. Други по величини је град Фано (64.000 ст.) у источном делу округа. Међутим, много познатији и туристички посећенији је средишње смештен градић Урбино (16.000 ст.), који је због своје лепоте и наслеђа уписан на списак баштине УНЕСКОа.